# Preiser Records
Preiser Records ist ein unabhängiges österreichisches Tonträgerunternehmen. Gegründet wurde es 1952 von Otto G. Preiser (1920–1996). 
Besondere Bedeutung hat das Label für Aufnahmen aus der Wiener Kabarettszene, insbesondere der 1950er und 1960er Jahre (Helmut Qualtinger, Georg Kreisler, Gerhard Bronner), und für die Wiederveröffentlichung von historischen Gesangsaufnahmen in der seit 1966 bestehenden Serie Lebendige Vergangenheit. Verantwortlich für diese beiden Bereiche war Jürgen E. Schmidt (1937–2010), Produktions- und Aufnahmeleiter von Preiser-Records.
Das Unternehmen hatte 2007 einen Marktanteil von einem Prozent der IFPI Austria (Verband der Österreichischen Musikwirtschaft) angehörenden Unternehmen und veröffentlicht heute vornehmlich auf CD und SACD.
Dem Unternehmen steht ein analoges Röhrentonstudio im Casino Baumgarten zur Verfügung.